# Max Wilk
Max Wilk (* 3. Juli 1920 in Ridgefield, Connecticut; † 19. Februar 2011 in Westport, Connecticut) war ein US-amerikanischer Theaterautor, Drehbuchautor und Autor von sowohl fiktionalen als auch non-fiktionalen Büchern.

## Leben
Wilk machte 1941 seinen Abschluss an der Yale School of Drama. Während des Zweiten Weltkriegs diente Wilk als Mitglied der First Motion Picture Unit der United States Army Air Forces. In seinem späteren Leben arbeitete Wilk unter anderem als Dramaturg für Theaterstücke am Eugene O’Neill Theater Center in Waterford, Connecticut, unter der Leitung von Lloyd Richards. Dort half er sowohl neuen als auch bereits etablierten Dramatikern, u. a. den mit dem Pulitzer-Preis ausgezeichneten Autoren August Wilson, David Lindsay-Abaire und John Patrick Shanley.
Wilk ist Autor von 19 Büchern, vier Spielfilmen, drei Theaterstücken, weiteren Fernsehserien und Magazinartikeln.

## Werke
Bücher
- The Sound of Music: The Making of Rodger and Hammerstein’s Classic Musical. Routledge, 2006, ISBN 0-415-97934-X
- OK! The Story Of Oklahoma!: A Celebration of America’s Most Beloved Musical. Applause Books, 2002, ISBN 1-55783-555-1; 292 Seiten.
- Schmucks with Underwoods: Conversations with America’s Classic Screenwriters. Applause Books, 2004, ISBN 1-55783-508-X; 338 Seiten.
- The Golden Age of Television: Notes from the Survivors. Delacorte Press, 1976, ISBN 0-440-02950-3, 274 Seiten (Paperback: Truck Press; 3. Auflage, 1999, ISBN 0-916562-49-2).
- Overture and Finale: Rodgers & Hammerstein and the Creation of Their Two Greatest Hits (Oklahoma! und The Sound of Music). Watson-Guptill Publications, April 1999, ISBN 0-8230-8820-0; Paperback, 192 Seiten.
- American Treasure Hunt: The Legacy of Israel Sack (Mitverfasser), Harold Sack. Little Brown & Co, November 1986, ISBN 0-316-76593-7; 270 Seiten.
- A Tough ACT to Follow, Mitverfasser, Jim Connor. Norton, Januar 1986, ISBN 0-393-02219-6; 346 Seiten (Paperback, PaperJacks (1988) ISBN 0-7701-0736-2).
- And Did You Once See Sydney Plain?: A Random Memoir of S.J. Perelman. Norton, 1986, ISBN 0-393-02343-5; 83 Seiten.
- Get Out and Get Under. Norton, 1981, ISBN 0-393-01425-8; 317 Seiten.
- Represented by Audrey Wood: A Memoir. (Mitverfasser zusammen mit Audrey Wood). Doubleday, Garden City NY 1981, ISBN 978-0-385-15201-3.
- The Moving Picture Boys. Norton, 1978, ISBN 0-393-08814-6; 287 Seiten.
- Every Day’s a Matinee: Memoirs Scribbled on a Dressing Room Door. Norton, 1975, ISBN 0-393-07491-9; 288 Seiten.
- They’re Playing Our Song: The Truth Behind the Words and Music of Three Generations. Atheneum, 1973, ISBN 0-689-10554-1; 295 Seiten.
- Memory lane, 1890 to 1925: Ragtime, Jazz, Foxtrot and Other Popular Music and Music Covers. Studioart, 1973, ISBN 0-902063-13-8; 88 Seiten.
- The Wit and Wisdom of Hollywood: From the Squaw Man to the Hatchet Man. Scribner, 1971, ISBN 0-689-10370-0.
- The Beard. Roman. Simon and Schuster, 1965; LCCN 65-023246.
- Cloud Seven, A Comedy. Dramatists Play Service, 1958; 84 Seiten.
- Yellow Submarine Romanfassung. (1960er Jahre)
- Don’t Raise the Bridge, Lower the River.
- My Masterpiece. Roman. Norton Co., 1970, LCCN 77-116121.

Theaterstücke
- Mr. Williams and Miss Wood: A two-character play. Dramatists Playservice, 1990, 42 Seiten.
- A Musical Jubilee (Musical, Revue)
- Cloud 7 (Komödie)
- Small Wonder (Musical, Revue)